# Ранч Платан
Туристички комплекс „Брвнаре Платан“ је одмаралиште које се налази надомак Бање Врдник, на падинама Националног парка Фрушка гора. 
Заузима површину од једног и по хектара очуване природе. Налази се на подручју општине Ириг. Изграђен је 2008. године на концепту европских одмаралишта са малим бројем смештајних јединица на великом поседу у природном окружењу. Осим попратних туристичких садржаја, уз благослов и одобрење Његовог преосвештенства владике сремског господина Василија, на највишој тачки поседа (280 m) изграђена је мала црква брвнара, тј. молитвени кутак посвећен Светој Петки.
Сваке године на поседу се одржава сликарска колонија посвећена промоцији лепота и заштити Фрушке горе. На Платану се, на површини од 4.000 m², налази резерват багремове и липове шуме, са свим животињским и биљним врстама тога дела Фрушке горе. Део прихода од туристичке делатности власника Платана се издваја за одржавање и очување овог ретког фрушкогосрског шумског ревира.
Платан је добитник Златне медаље за иновативност у туризму на 51. Међународном сајму туризма у Новом Саду 2018.године.

## Галерија
- Липе
- Резерват
- Реплика Јаковљевог бунара
- Зима
- Сликарска колонија
- Брвнаре Платан - сликарска колонија
- Молитвени кутак, Света Петка